# Czarny Rosjanin

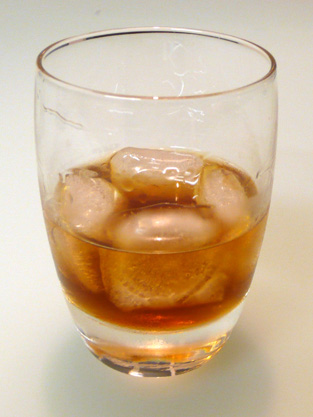
Czarny Rosjanin

Czarny Rosjanin (ang. Black Russian) – koktajl alkoholowy składający się z wódki i likieru kawowego, podawany w szklance z lodem. W odróżnieniu od Białego Rosjanina nie zawiera domieszki mleka ani śmietanki.
Po raz pierwszy został przyrządzony ok. 1950 przez belgijskiego barmana Gustave Topsa, rezydującego w hotelu Metropole w Brukseli, dla Perle Mesty, amerykańskiej ambasador w Luksemburgu.